# 박광옥
박광옥(朴光玉, 1526년 ~ 1593년)은 조선 중기의 문인으로 본관(陰城), 자는 경원(景瑗), 호는 회재(懷齋)이다.

## 생애
본관은 음성(陰城). 자는 경원(景瑗), 호는 회재(懷齋). 할아버지는 자회(子回)이고, 아버지는 사예 곤(鯤)이며, 어머니는 찰방 윤인손(尹仁孫)의 딸이다. 전라도 광주에 세거(世居) 10세 때 정황(丁潢)의 문하에 들어갔다.
1546년 (명종 1년) 진사시에 합격했으나, 나주 선도면(船道面)에 집을 지어 개산송당(蓋山松堂)이라 이름하고 문하생들과 함께 성리학을 연구하였다. 또, 향약을 실시하고, 기대승(奇大升)·박순(朴淳)·이이(李珥)·노사신(盧思愼) 등과 교유하였다. 1560년 목사 유경심(柳景深)을 도와 향교를 중수하고 학헌(學憲)·학규(學規)를 제정하였다.
1568년(선조 1년) 학행으로 천거되어 내시교관(內侍敎官)에 임명되었다. 1574년 별시 문과에 을과로 급제해 종부시주부가 되었으며, 운봉현감이 되었을 때 황산대첩비(荒山大捷碑)를 세웠다. 1578년 전라도·충청도의 도사를 거쳐 1579년 예조정랑, 1580년 지평이 되었다. 그 뒤 성균관직강을 거쳐 영광군수·밀양부사가 되어 영광과 밀양에 송덕비가 세워졌다. 뒤에 광주·전주의 교수와 사예·사섬시정·봉상시정 등에 재직하였다.
1589년 정여립옥사(鄭汝立獄事)가 일어나자, 전에 정여립의 전장직 진출을 막은 이경중(李敬中)을 탄핵한 죄로 삭탈관직되었다. 1592년 임진왜란이 일어났을 때, 신병으로 관직에서 물러나 있으면서 고경명(高敬命)·김천일(金千鎰) 등과 함께 의병을 일으켰고, 고향의 의병도청(義兵都廳)에서 군대의 장비와 양식을 조달하였다.
당시 전라감사 이광(李洸)의 무능을 탄핵했으며, 새로 감사에 부임한 권율(權慄)을 도와 많은 공을 세웠다. 의병 활동의 공로로 다시 관직에 올라 나주목사로 재임하다가 죽었다.
1602년(선조 35) 나주 벽진촌(碧津村)에 세워진 의열사(義烈祠)에 제향되었으며, 뒤에 벽진서원으로 고쳐졌다. 운봉(雲峰)의 용암서원(龍巖書院)에도 제향되었다. 한편 벽진서원에는 나중에 김덕령도 제향된다.
박광옥은 병으로 관직에서 물러나 광주에 기거하였으나, 임진왜란시 의병활동을 하였으며 그 공으로 관직에 올라 나주목사로 재임하였다. 음성박씨 문중에서는 운리사(雲裏祠)를 세워 영정을 모시고 있다.
또한 광주광역시에서는 그 공을 기려 남구야르 칠석동에서 시작되어 서구 농산물유통단지-풍암지구 신암마을을 지나 남구 백운동까지의 길을 회재로로 명명하였다. 저서로는 《회재유고》(懷齋遺稿)가 있다.

## 같이 보기
- 임진왜란 (의병활동)
- 회재유집목판 - 광주광역시의 유형문화재 제23호

## 가족 관계
- 할아버지 : 박자회(朴子回)
  - 숙부 : 박붕(朴鵬)
  - 아버지 : 박곤(朴鯤)
  - 어머니 : 윤인손(尹仁孫)의 딸
    - 부인 : 서욱(徐勗)의 딸
      - 사위 : 유사경(柳思敬)

## 참고 자료
- 「소쇄원 사람들」, 오랜 친구 김성원(박광옥), 김덕진 저, 다할미디어(2007년, 239~240p)